# O Dia Seguinte
O Dia Seguinte (em inglês:  The Day After) é um telefilme norte-americano de 1983, dos gêneros drama e ficção científica, dirigido por Nicholas Meyer.

## Sinopse
Década de 1980, auge da Guerra Fria. Em meio à vida cotidiana e normal são apresentados ao espectador os fatos que culminam na tão temida guerra nuclear. A família do Dr. Oakes (Jason Robards) vive em Lawrence, uma pequena cidade do Estado americano de Kansas. Ao mesmo tempo, uma crise diplomática se agrava entre os EUA e a URSS após esta ter invadido a parte ocidental de Berlim, Alemanha. Em resposta, a OTAN envia para a área de conflito todo seu arsenal. As forças contrárias iniciam então ações militares de combate que vão se intensificando e agravando a situação, até que é usada pela primeira vez arma nuclear de pequena potência sobre o QG da OTAN na Europa. A partir daí há o desencadeamento da guerra nuclear total entre os americanos e os soviéticos, com consequências desastrosas para ambos os lados.O filme teve forte impacto sobre a sociedade americana.

## Elenco
Família Oakes
- Jason Robards...Dr. Russell Oakes
- Georgann Johnson...Helen Oakes
- Kyle Aletter...Marilyn Oakes

Família Dahlbergs
- John Cullum...Jim Dahlbergh
- Bibi Besch...Eve Dahlberg
- Lori Lethin...Denise Dahlberg
- Doug Scott...Danny Dahlberg
- Ellen Anthony...Joleen Dahlberg

Hospital
- JoBeth Williams...Enfermeira Nancy Bauer
- Calvin Jung...Dr. Sam Hachiya
- Lin McCarthy...Dr. Austin
- Rosanna Huffman...Dr. Wallenberg
- George Petrie...Dr. Landowska
- Jonathan Estrin...Julian French

Outros
- Steve Guttenberg...Stephen Klein
- John Lithgow...Joe Huxley
- Amy Madigan...Alison Ransom
- William Allen Young...Billy McCoy
- Jeff East...Bruce Gallatin
- Dennis Lipscomb...Reverendo Walker
- Clayton Day...Dennis Hendry
- Antonie Becker...Ellen Hendry
- Stephen Furst...Aldo
- Arliss Howard...Tom Cooper
- Stan Wilson...Vinnie Conrad